# Nevez Amzer
Le Nevez Amzer est une vedette à passagers panoramique construite en 2009 et appartenant à la compagnie maritime Finist'mer. Ayant Nantes pour port d'attache, le Nevez Amzer assure toute l’année sauf juillet et août la liaison entre Brest et L’île Longue.
En juillet et août, il assure des liaisons entre le continent et l'île de Sein dans le Finistère.

## Lignes desservies
- Brest ⇔ île Longue (Janvier à juillet et septembre à décembre)
- Audierne ⇔ Sein (juillet et août)
- Autres croisières extraordinaires en Loire...

## Des débuts encourageants
Le 26 juin 2009, le Nevez Amzer (qui signifie « printemps » en breton) est mis à l'eau. Après quelques brefs essais en mer, il regagne Brest pour y être armé et entame ses rotations le 6 juillet aux côtés des autres navires de la Penn ar Bed.
Le nouveau navire se révèle être assez confortable et efficace, bien que les îliens le qualifient de « bateau discount ».
Une fois la saison 2009 achevée à la Penn ar Bed, le Nevez Amzer a effectué un long voyage vers Nantes (près de 13 heures), son port d'attache qu'il n'avait encore jamais vu. Le bateau arriva finalement juste à temps pour assurer sa première croisière sur la Loire entre Nantes et Saint-Nazaire, le 13 septembre 2009.
Le Nevez Amzer revêt la livrée blanche caractéristique des vedettes de la Finist'mer, avec le logo « grand format » apposé sur les flancs. Toutefois, l'armement a opté pour une nouvelle peinture anti-fooling de couleur bleu turquoise.
L'une des particularités notables de ce navire est que sa plage de manœoevres avant est couverte, de la proue à la passerelle.
Le pont principal est très lumineux. En effet, aux larges baies latérales s'ajoutent, à l'arrière, des plafonds vitrés à bâbord et à tribord. À ces endroits, des rangées de 3 sièges sont disposées face-à-face, avec au centre, des tables. Dans la partie centrale du navire, et sur toute la longueur du salon, sont disposées des rangées de trois sièges. Enfin, sur l'avant bâbord et tribord, des banquettes sont disposées en demi-cercle, formant ainsi deux salons conviviaux. Cependant, le bateau ne disposant pas d'emplacement pour les bagages, c'est dans ces deux salons que sont le plus souvent entreposés sacs et valises…
Le salon intérieur donne accès à une plage extérieure couverte offrant 15 places assises à l'arrière. Deux escaliers latéraux mènent au pont supérieur, dont une partie est découverte avec des bancs en bois, une autre couverte avec des sièges « coque » en bois verni, et une autre intérieure avec tables.
Sous les escaliers sont creusés des chenils. Les animaux imposants ou représentant une quelconque menace à bord peuvent donc y être logés.

## Photos

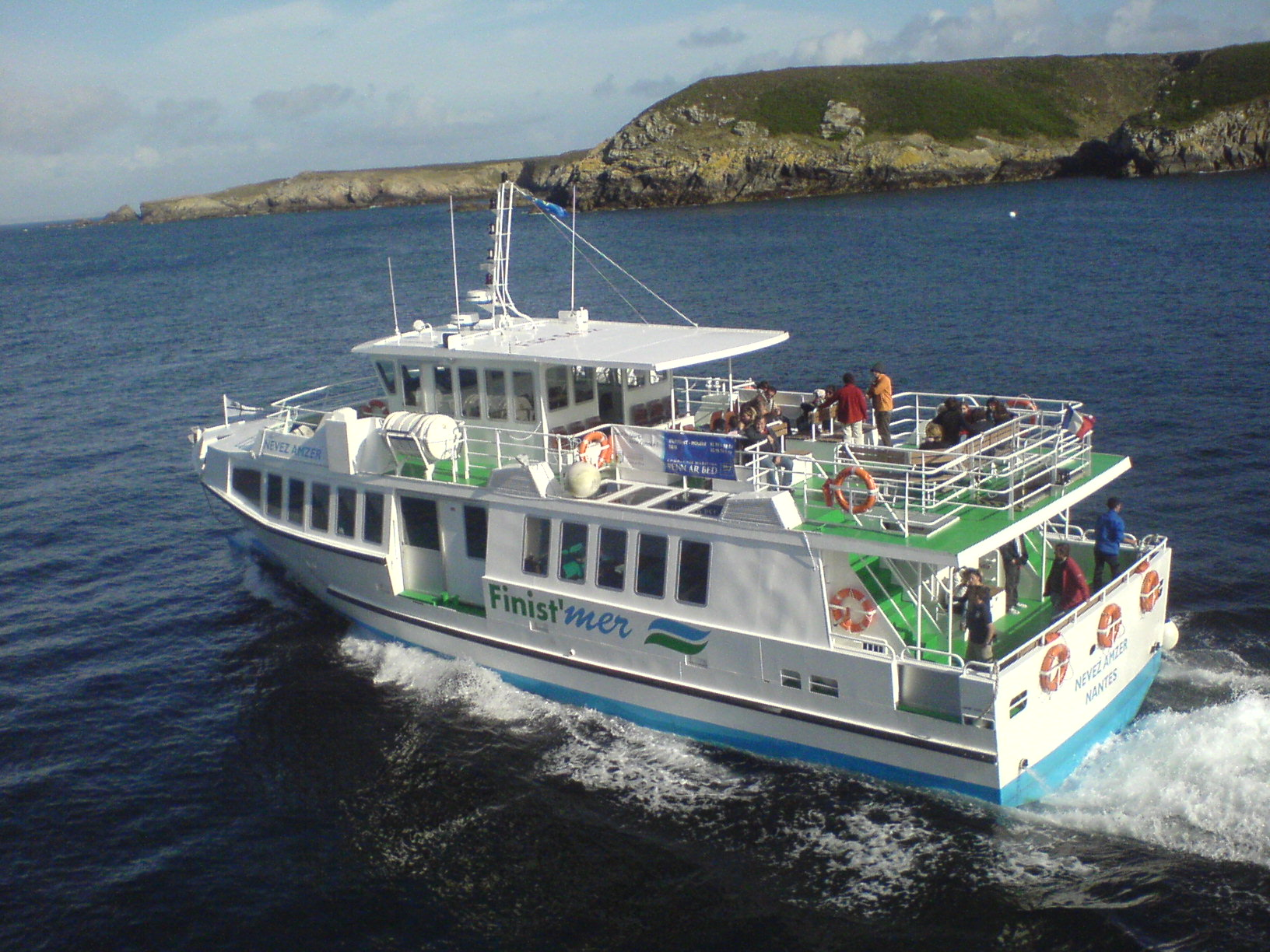
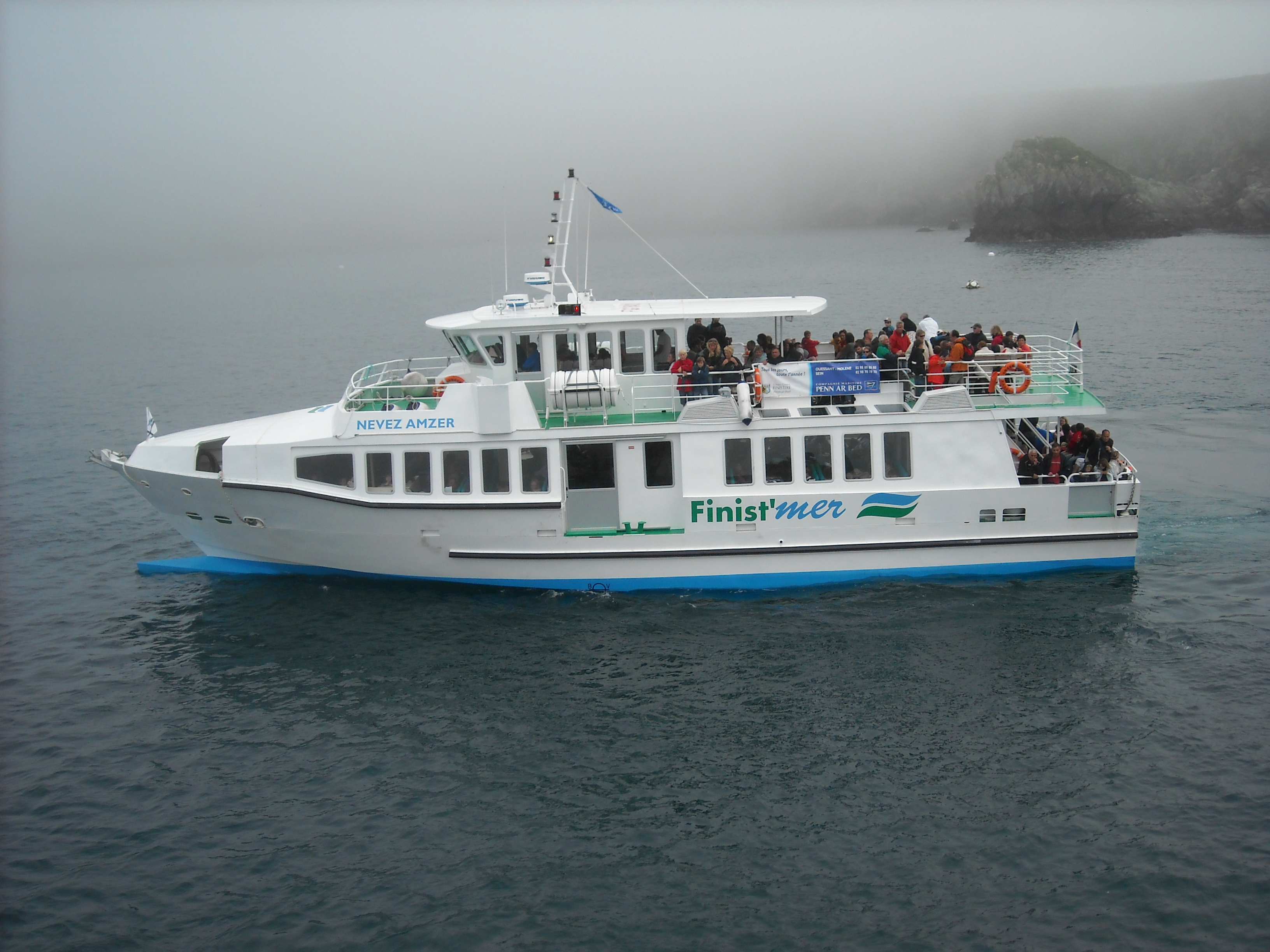
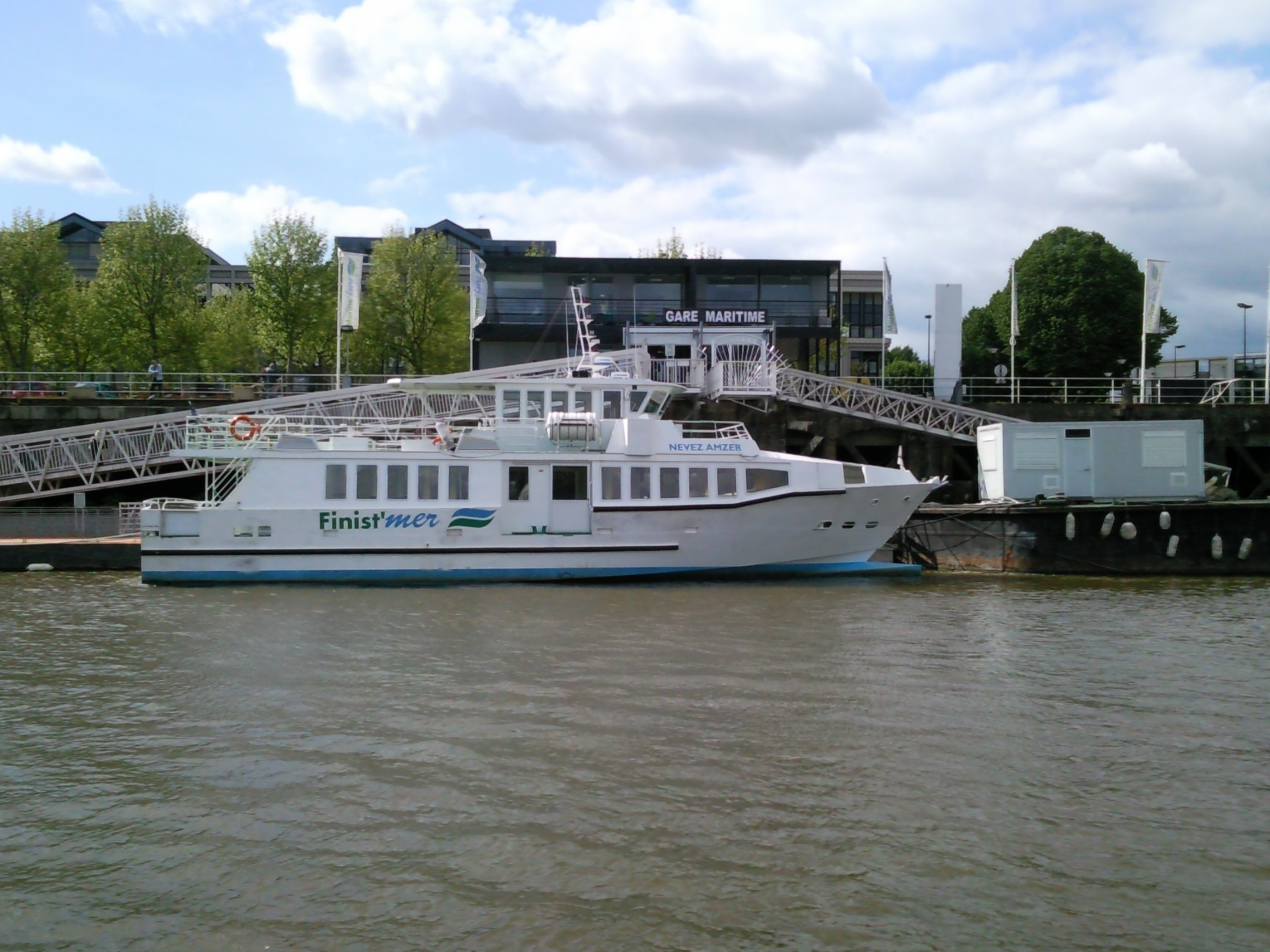
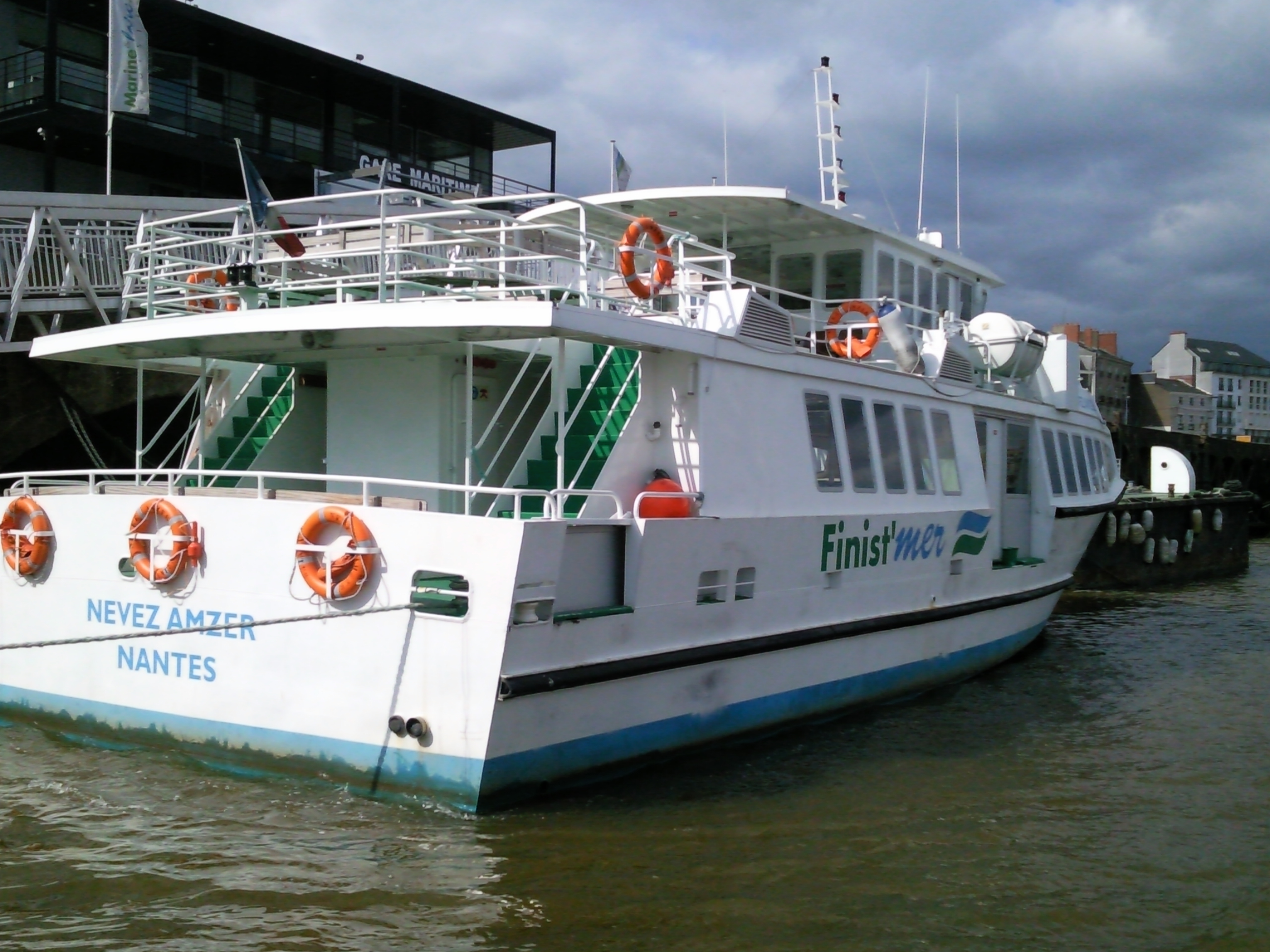
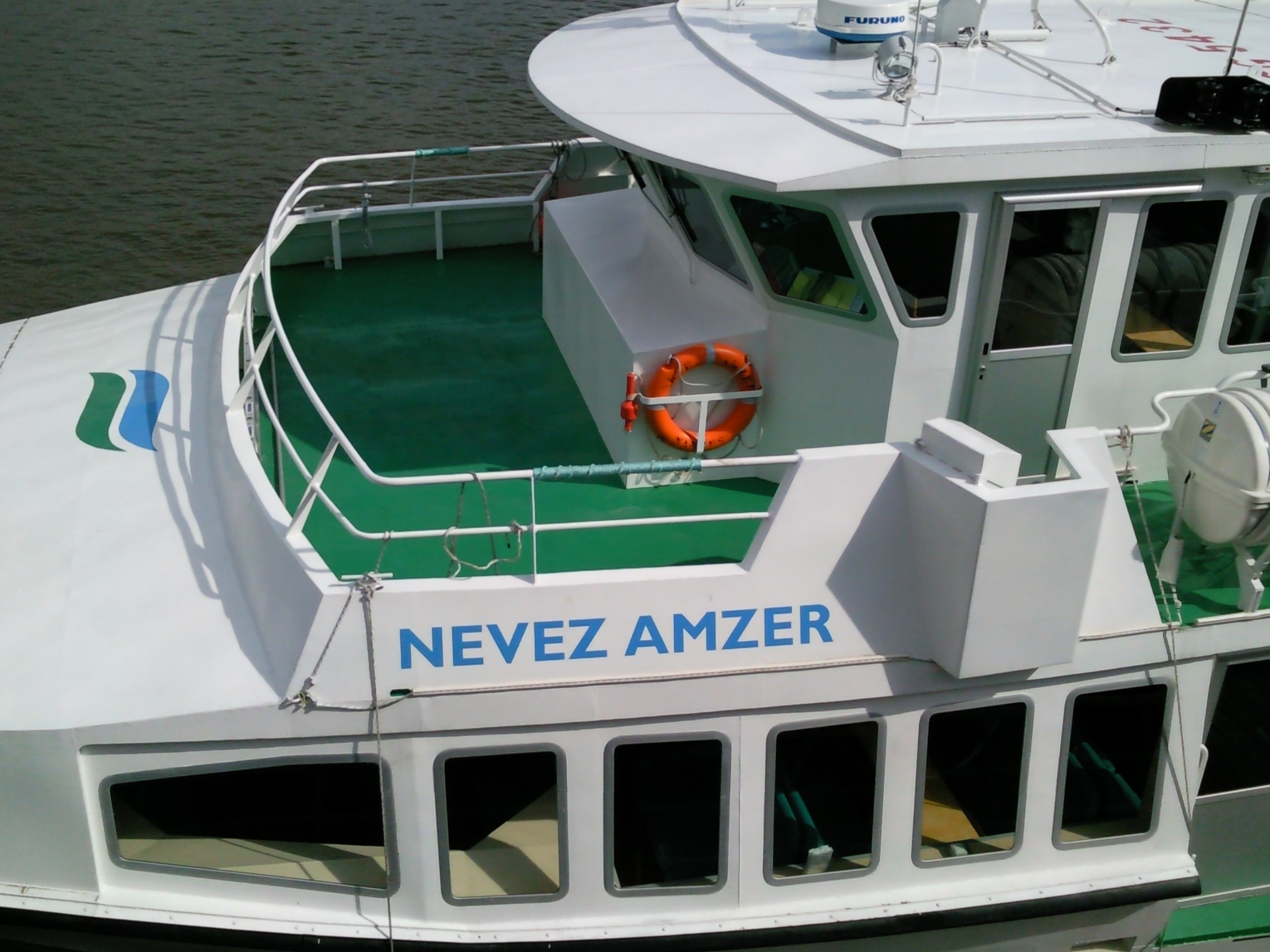
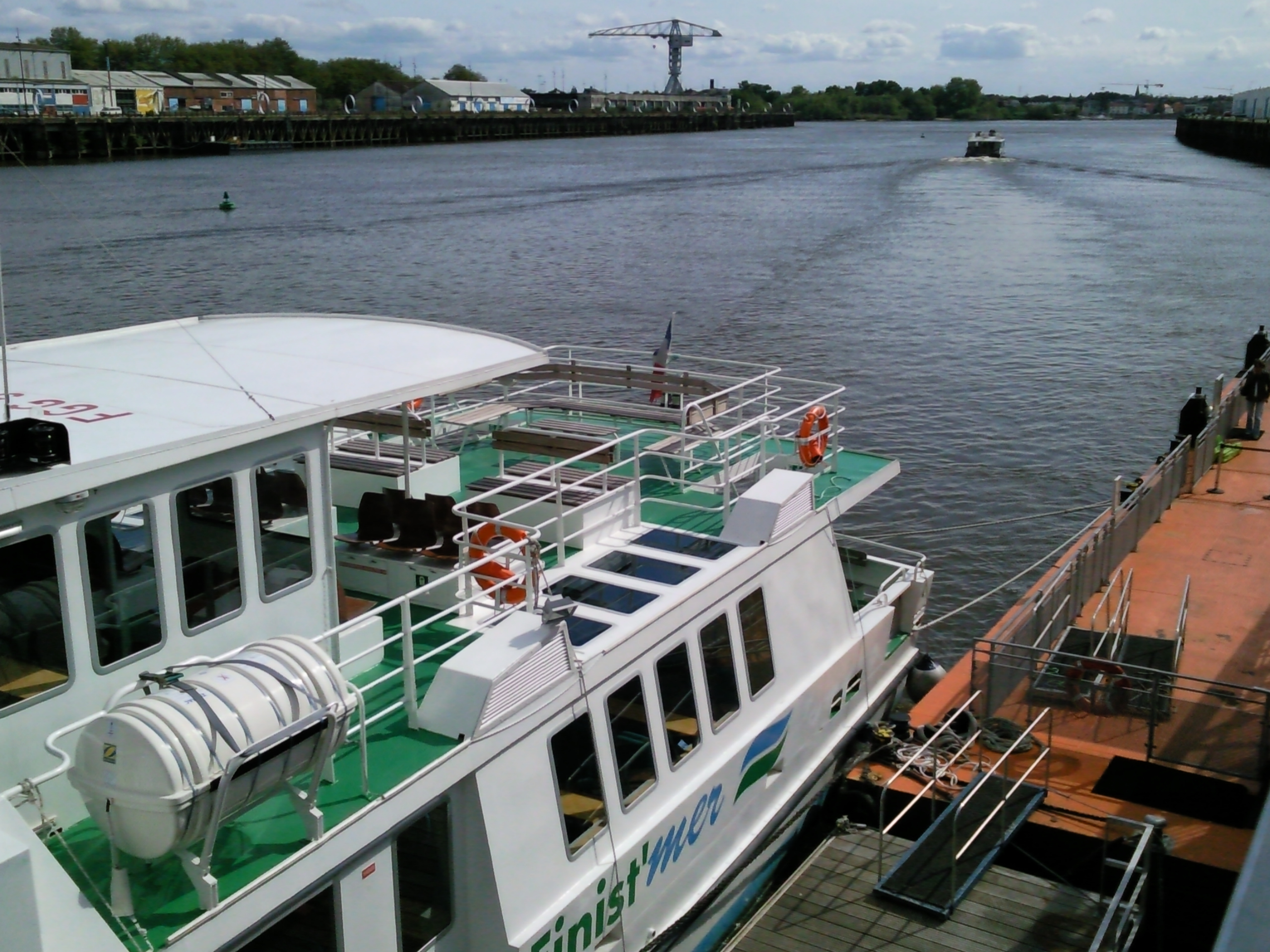